# Костарята
Костарята — деревня в Пермском районе Пермского края. Входит в состав Фроловского сельского поселения.

## Географическое положение
Расположена на левом берегу реки Мось примерно в 4 км к востоку от административного центра поселения, села Фролы, и в 16 км к юго-востоку от центра города Перми.

## Население
| 2008 | 2010 |
| ---- | ---- |
| 24   | ↗27  |

## Улицы[2]
- Дачная ул.
- Ольховая ул.
- Речная ул.

## Топографические карты
- Лист карты O-40-77 Юг. Масштаб: 1 : 100 000. Состояние местности на 1983 год. Издание 1985 г.